# Aubechies
Aubechies est une section de la commune belge de Belœil, située en Wallonie dans la province de Hainaut.
C'était une commune à part entière avant la fusion des communes de 1977.
Aubechies fait partie de l'association qui regroupe les plus beaux villages de Wallonie.

## Géographie

### Situation
Le village d'Aubechies est une localité à prédominance agricole, située à l’extrémité nord du parc naturel des Plaines de l'Escaut.
Il présente une altitude variant de 46 m au nord, à la frontière avec la localité de Blicquy, jusqu'à 70 m à l'est, à la frontière avec le village d'Ormeignies.

## Évolution démographique
- Sources : INS, Rem. : 1831 jusqu'en 1970 = recensements, 1976 = nombre d'habitants au 31 décembre.

## Patrimoine et culture

### Patrimoine monumental
- L'Archéosite, un site d'habitations préhistoriques et protohistoriques reconstituées.

- L'église Saint-Géry est un édifice de style roman du XIe siècle reconstruit au début du XXe siècle. L'église est reprise sur la liste du patrimoine immobilier classé de Belœil[2].

- Situé à proximité de l'église, l'ancien logis de la ferme de l'abbaye de Saint-Ghislain a été entièrement reconstruit en 1778 par l'abbé Armand Cazier (de Saint-Ghislain) sur les ruines de l'ancien prieuré du XIe siècle[3].
- Le château de Bruycker est une gentilhommière néo-classique sur plan en U du milieu du XIXe siècle devenue le home A. Livémont depuis 1979[4].
- L'ancienne ferme hennuyère en quadrilatère sise au no 55 de la rue de Blicquy. La façade en long de briques blanchies de la ferme est située au no 14 de la rue du Monceau. Elle a été réalisée au cours du deuxième tiers du XIXe siècle et est caractérisée par l'emploi de sept baies en demi-lunes de l'étage bas[5].
- L'ancien moulin abbatial appelé aujourd'hui 'moulin Descamps', est situé rue du Croquet. Ce moulin à eau, propriété à l'origine de l'abbaye de Saint-Ghislain, est mentionné en 1261 puis devient la propriété des seigneurs de Ligne jusqu'en 1579. Il est transformé en moulin à vapeur en 1859 puis adapté à l'électricité en 1923. Il était alimenté par le ruisseau appelé le Secours de la Dendre, un affluent de la Dendre.

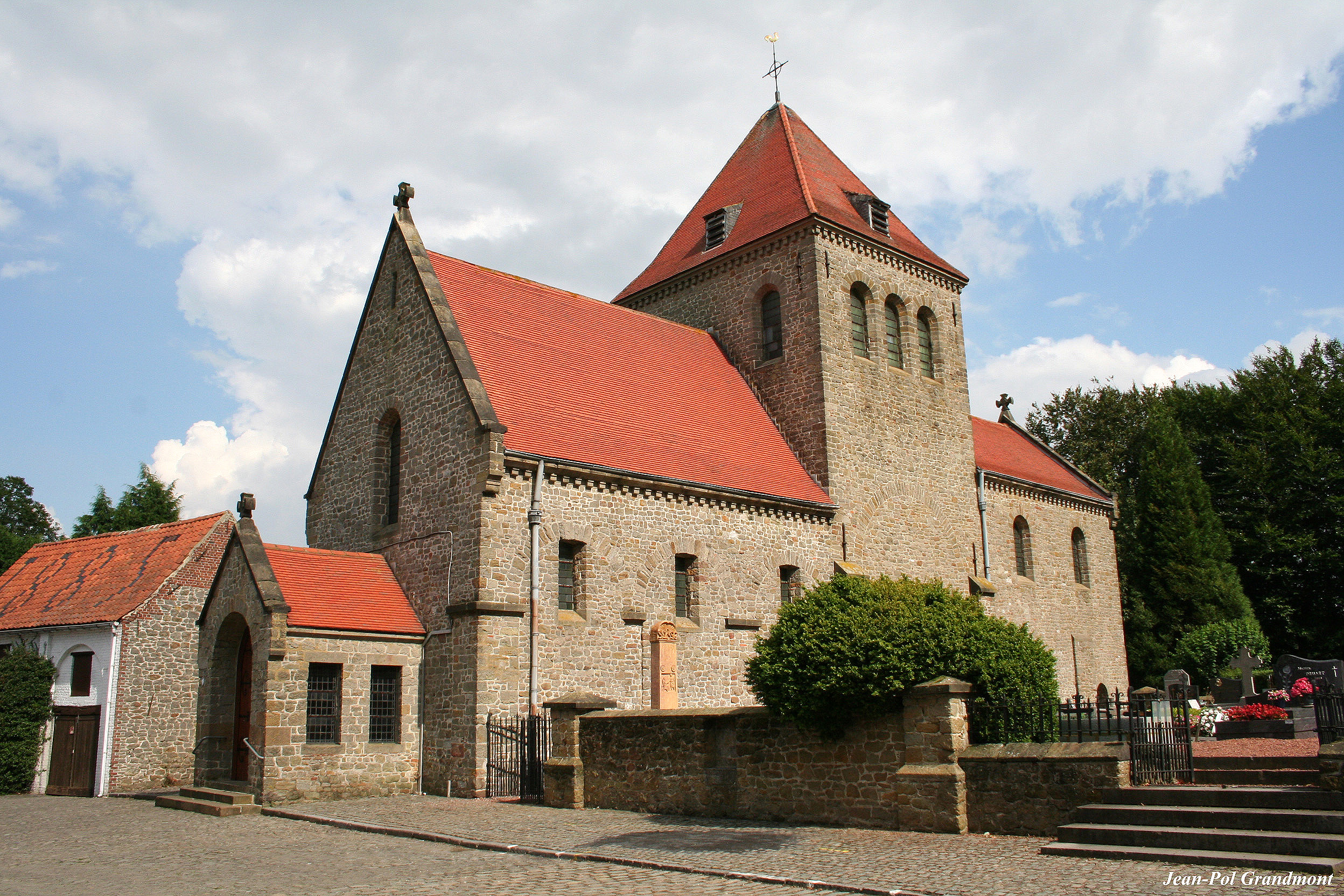
L'église Saint-Géry, à Aubechies.